# Ричард Бейкър
Ричард Бейкър (на английски: Richard Baker, пълно име L. Richard Baker III) е американски автор и гейм дизайнер, работил по много ролеви светове.

## Кариера
Ричард живее на крайбрежието на Ню Джърси, преди да завърши университета Virginia Tech. Живял е в щатите Ню Джърси, Вирджиния, Род Айлънд, Луизиана и Уисконсин. Живее със своята съпруга Ким и двете си дъщери в Кент, Вашингтон.
Написал е фентъзи произведенията „The Shadow Stone“ и „Easy Betrayals“, а в ролевите среди е известен със своите трудове, свързани с Dungeons and Dragons световете. Служил е като военноморски командир на борда на USS Tortuga и се квалифицира като пехотен военен офицер, преди да стане гейм дизайнер. Откакто работи в TSR, Бейкър взима участие в почти всички серийни продукти на фирмата. През 1995 печели награда Origins за Най-добро Ролево Приложение за Birthright игровото условие. Ричард е писал книги за игровите условия на Dungeons and Dragons, аксесоари за третата ревизия на Dungeons and Dragons и други фентъзи романи – освен това отговаря на въпроси, свързани с Forgotten Realms на форумите на Wizards of the Coast.

### Аксесоари и приключения за Forgotten Realms
- Unapproachable East (2003)
- Player's Guide to Faerûn (2004)

Ръководител по
- Magic of Faerûn (2001)
- Lords of Darkness (2001)
- Races of Faerûn (2003)

Разработчик на
- Forgotten Realms Campaign Setting (2001)
- Lords of Darkness (2001)
- Races of Faerûn (2003)
- Unapproachable East (2003)
- Underdark (2003)

### Други аксесоари и приключения за Dungeons & Dragons
- Spells & Magic
- The Falcon and the Wolf (Birthright) (1996)
- Planescape Monstrous Compendium II]] (Planescape) (1999)
- Forge of Fury (2000)
- Complete Arcane

### Романи
- The Adventures
  - The Shadow Stone (1998)
- Double Diamond Triangle Saga
  - Easy Betrayals (1998)
- Star*Drive
  - Zero Point (1999)
- The Cities
  - The City of Ravens (2000)
- (Робърт А. Салваторе) War of the Spider Queen
  - Condemnation (2003)
- The Last Mythal
  - Forsaken House (2004)
  - Farthest Reach (2005)
  - Final Gate (2006)

### Настолни игри
- Risk Godstorm (2004)